# Meshnät

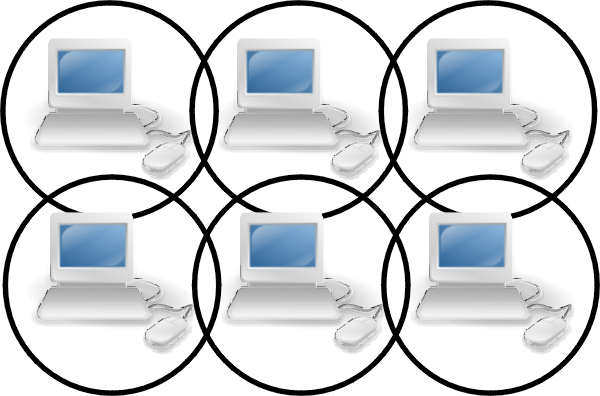
Ett meshnätverk

Meshnät är en telekommunikativ nätstruktur där alla noder har kontakt med minst två andra noder tillhörande samma nät vilket ger en hög grad av redundans men också stor risk för nätverksloopar. Ofta menar man med termen ett nätverk där alla noder är lika mycket värda, dvs. inga noder styr trafiken eller är nödvändiga för nätverkets funktion. Bluetooth och ZigBee har funktioner för att fungera som meshnät och IEEE 802.11 kommer att få det inom en snar framtid. I dynamiska meshnät förändras vägarna som används automatiskt beroende på belastningen på de olika datorkommunikationslänkarna i nätverket. I statiska nät sker förändringen först när en nod i nätverket försvinner och trafiken måste söka sig andra vägar.